# Hassan Ahamada
Hassan Ahamada (Brest, 13 aprile 1981) è un ex calciatore francese, di ruolo attaccante.

## Caratteristiche tecniche
Nel 2001 è stato inserito nella lista dei migliori calciatori stilata da Don Balón.

## Palmarès

### Club

#### Competizioni nazionali
- Coppa di Francia: 2

Nantes: 1998-1999, 1999-2000
- Trophée des Champions: 2

Nantes: 1999, 2001
- Ligue 1: 1

Nantes: 2000-2001

### Nazionale
- Campionato d'Europa Under-18: 1

Germania 2000